# Moto retrogrado

In questa animazione il satellite color arancio descrive un'orbita retrograda rispetto al suo pianeta e agli altri tre satelliti.

Il moto retrogrado è il movimento che possiede un corpo celeste quando si muove nel verso opposto al moto diretto, cioè nel verso contrario a quello normalmente atteso.
La definizione può riguardare sia movimenti di rotazione intorno al proprio asse sia moti di rivoluzione intorno ad un altro corpo.
La voce retrogrado deriva dalla combinazione di due parole latine: l'avverbio "retro", ossia "indietro" e il verbo "gradi", ossia "camminare". Retrogrado, quindi, significa "che cammina all'indietro".

## Definizione di moto diretto
Nel sistema solare quasi tutti i corpi celesti ruotano, su se stessi o attorno al Sole, nello stesso senso in cui anche il Sole ruota su sé stesso: ogni moto in questo verso è chiamato diretto o progrado. Per convenzione questo senso è stato scelto come antiorario. Ciò implica che la direzione in alto del sistema solare, cioè il semiasse positivo perpendicolare al piano dell'eclittica, è quella dalla quale il moto dei pianeti intorno al Sole risulta avvenire in senso antiorario. Questa direzione è approssimativamente quella del Polo Nord terrestre: in altri termini, un osservatore che guarda il Polo Nord terrestre dall'alto vede i pianeti del sistema solare ruotare in senso antiorario intorno al Sole.
Tutti i pianeti del sistema solare girano intorno al Sole in senso antiorario: lo stesso accade coi moti orbitali della Luna, delle lune di Marte e delle più grandi lune di Giove e Saturno.
Oltre che girare in senso antiorario intorno al Sole, tutti i pianeti, tranne Venere e Urano, ruotano su sé stessi in senso antiorario. La rotazione antioraria della Terra è la causa del fatto che il Sole sorge ad Oriente (area intorno al punto cardinale Est). Invece su Venere il Sole sorge ad Occidente (area intorno al punto cardinale Ovest).

## Moto retrogrado
I moti di rotazione di un pianeta su sé stesso così come quelli orbitali intorno a un altro corpo che avvengono con verso opposto a quello diretto sono detti retrogradi.

### Moti di rotazione retrogradi
Venere e Urano, a differenza del Sole e degli altri pianeti, ruotano su sé stessi in senso orario e costituiscono degli esempi di rotazione retrograda. 
Una delle ipotesi che è stata fatta per spiegare come mai questi due pianeti siano retrogradi è quella che in origine avessero una rotazione di tipo diretto e che a seguito di un violento impatto siano diventati retrogradi. Venere dopo l'impatto avrebbe mantenuto pressoché inalterato il suo asse ma avrebbe cominciato a ruotare in senso orario. Invece Urano, colpito in un lato, si sarebbe ribaltato per poco più di 90°, prendendo a "rotolare" mentre percorre la sua orbita intorno al Sole, ma diventando di fatto, se ci atteniamo scrupolosamente alla definizione data, un pianeta con rotazione retrograda.

### Moti di rivoluzione retrogradi
Per quanto riguarda i moti di rivoluzione, alcune piccole lune, anziché in senso antiorario come sarebbe la norma, orbitano in senso orario intorno al loro pianeta e sono quindi chiamati satelliti retrogradi. È una situazione che riguarda in particolar modo i pianeti gassosi: si tratta di asteroidi o di oggetti della Fascia di Kuiper che sono stati catturati da uno dei giganti gassosi o di lune originali del pianeta stesso e presentano traiettorie "irregolari", fortemente eccentriche e/o inclinate. Prendendo in considerazione i soli satelliti irregolari, ossia quelli presumibilmente catturati, ne troviamo 48 retrogradi contro 7 diretti relativamente a Giove, 18 contro 8 relativamente a Saturno e 8 contro 1 relativamente a Urano.
Un discorso a parte merita Nettuno, che ha catturato un satellite retrogrado, Tritone, dalla Fascia di Kuiper: i sei satelliti "irregolari", con orbite cioè fortemente eccentriche e/o inclinate, più esterni rispetto a Tritone, sono, a differenza dei casi sopra riportati in cui c'è un vistoso sbilanciamento a favore dei retrogradi, equamente divisi, 3 contro 3, tra diretti e retrogradi, facendo avanzare l'ipotesi che tra essi ci siano anche satelliti originali che hanno assunto traiettorie irregolari per via del disturbo apportato da Tritone, settima luna per grandezza del sistema solare.
Infine anche alcune comete e piccoli asteroidi orbitano attorno al Sole con orbite retrograde.

## Verso di rotazione reale e apparente dei satelliti
A causa della rapida rotazione della Terra su sé stessa in senso antiorario, i corpi celesti (fra cui anche la Luna e il Sole) sembrano muoversi sulla sfera celeste nella direzione che va da est a ovest.
Ci sono però delle eccezioni: la quasi totalità dei satelliti artificiali, come pure lo Space Shuttle, si muovono da ovest verso est. Eppure essi ruotano in senso antiorario intorno alla Terra proprio come fa la Luna e quindi sono satelliti diretti.

Il motivo per cui, a differenza della Luna e degli altri corpi celesti, essi si muovono nel cielo in direzione ovest-est è dovuto al fatto che essi viaggiano molto velocemente. Ad esempio, la Stazione spaziale internazionale compie un giro intorno alla Terra in circa 91 minuti: ciò significa che orbita intorno alla Terra molto più velocemente di quanto il nostro pianeta ruoti intorno a se stesso. La Luna invece compie un giro intorno alla Terra in circa 27 giorni e 8 ore: ciò significa che orbita intorno alla Terra più lentamente di quanto la Terra ruoti su sé stessa. Si spiega così come mai la Luna si muova da est verso ovest mentre la Stazione Spaziale Internazionale si muova da ovest verso est, pur avendo entrambi un moto di rivoluzione diretto.
La stessa cosa accade col satellite naturale Fobos: poiché esso orbita con moto diretto intorno a Marte impiegando però un tempo inferiore a quello impiegato dal pianeta per ruotare su se stesso, un osservatore posto sul suolo marziano vedrebbe Fobos muoversi da ovest verso est, proprio come avviene per la nostra Stazione Spaziale Internazionale. Deimos invece impiega più tempo a compiere una rivoluzione intorno a Marte di quanto lo stesso impieghi a fare un giro su se stesso, quindi i due satelliti pur ruotando entrambi in senso antiorario attorno al pianeta, da Marte Fobos si muoverà da ovest a est, mentre Deimos di muoverà da est verso ovest.
Esistono infine alcuni satelliti artificiali che orbitano la Terra in senso orario: essi quindi sono satelliti retrogradi e nel cielo si muovono da est a ovest.

## Esempi di moto retrogrado nel sistema solare
- Venere ruota lentamente su se stesso in direzione retrograda.
- I satelliti Ananke, Carme, Pasife, Sinope e Isonoe orbitano tutti attorno a Giove in direzione retrograda. Si pensa che siano frammenti di un solo corpo che Giove catturò molto tempo fa.
- Il satellite Febe orbita attorno a Saturno in direzione retrograda: si pensa sia un oggetto della Fascia di Kuiper catturato.
- Il satellite Tritone orbita attorno a Nettuno in direzione retrograda: si pensa sia un oggetto della Fascia di Kuiper catturato.
- Il pianeta Urano ha un'inclinazione assiale di poco superiore a 90° e la sua rotazione è tecnicamente retrograda. In realtà il fatto che sia adagiato sul piano orbitale lo rende unico nel sistema solare.